# Trichoderma harzianum
Espèce
Trichoderma harzianum est une espèce de champignons microscopiques du genre Trichoderma.

## Utilisations
Ce champignon produit des substances qui empêchent le développement d'autres champignons dont des champignons pathogènes (comme certains fusarium). C'est pourquoi il commence à être utilisé en agriculture comme produit phytosanitaire (fongicide) d'origine biologique.